# Sirt
Sirt, även Surt och Sirte (arabiska: سرت, uttal (fil)) är en stad i Libyen i distriktet Surt. Platsen är säte för några viktiga regeringsinstitutioner och var den libyske ledaren Muammar al-Gaddafis hemstad. I oktober 2007 var Sirt platsen för samtalen mellan Sudans regering och vissa Darfur-rebellgrupper.